# Jean-Pierre Corteggiani
Pour les articles homonymes, voir Corteggiani.
Jean-Pierre Corteggiani, né le 2 décembre 1942 à Marseille et mort le 15 mars 2022 à Sylvains-Lès-Moulins, est un égyptologue français, directeur des relations scientifiques et techniques de l'IFAO jusqu'en 2007.

## Biographie
En 1993, une digue doit être construite sur le site présumé du phare d'Alexandrie. Une opération de sauvetage est confiée à Jean-Yves Empereur et Jean-Pierre Corteggiani afin d'entreprendre une campagne de fouille.
En 2001, le prix Jean-Édouard Goby, de l'Institut de France, lui est décerné pour ses travaux sur l'Égypte antique.
Il meurt d'une crise cardiaque le 15 mars 2022.

## Publications
- L'Égypte des pharaons au Musée du Caire, Paris, Hachette Tourisme, 1979 (réimpr. 1986) (ISBN 2-01-012297-6)Édition revue et corrigée. Photographies de Jean-François Gout. Préface de Jean Leclant.
- Toutânkhamon, le trésor, Paris, Gallimard, coll. « Découvertes Gallimard Hors série », 2000 (ISBN 2-07-053504-5)
- avec André Raymond, Sylvie Denoix, Jean-Claude Garcin, Le Caire, Citadelle & Mazenod, 2000 (ISBN 2-85088-152-X)
- Les Dieux de l'Égypte, Flammarion, 2002 (ISBN 2-08-012902-3)
- avec Jean-Yves Empereur et Robert Solé, Fous d'Égypte : entretiens avec Florence Quentin, Paris, Bayard, 2005, 189 p. (ISBN 2-227-47458-0)
- Les Grandes Pyramides : Chronique d'un mythe, Paris, Éditions Gallimard, coll. « Découvertes Gallimard / Archéologie » (no 501), 2006, 128 p. (ISBN 2-07-033941-6)
- L'Égypte ancienne et ses dieux : Dictionnaire illustré [détail des éditions]

## Télévision
- Papyrus : conseiller en égyptologie.